# Robert Frauciel
Robert Frauciel, né à Hussein Dey en Algérie, est un arbitre français de football qui officie en championnat de France de 1967 à 1973, et fut affilié à Agen. Il fut élu « Arbitre de l'année » en 1973. 

## Carrière
Il officie dans une compétition majeure : 
- Coupe de France de football 1971-1972 (finale)

Il est également professeur de travaux manuels au Lycée Bernard Palissy d'Agen.